# Bautastein von Hamre
Der Bautastein von Hamre steht auf einem Obsthof am Sognefjordvegen, westlich vom Leikanger-Ferjekai (Fährhafen) am Sognefjord, Kommune Sogndal im Fylke Vestland in Norwegen.
Der massive Bautastein (Menhir) ist etwa 4,0 Meter hoch, 80 cm breit und 30 cm dick, er neigt sich leicht nach einer Seite.
In der Gegend gab es viele Bautasteine und Bestattungen aus der Eisenzeit, die meisten von ihnen sind aber in der Zwischenzeit verloren gegangen.
In der Nähe befinden sich der Balderstein, der Bautastein von Nybø und das Gräberfeld von Baldershagen.